# Trickster Rabbit
Trickster Rabbit  (Jistu), Zec je figura prevaranta u mnogim jugoistočnim indijanskim plemenima (Cherokee, Creek, Alabama, Juči, Biloxi, Chickasaw, Choctaw, Mikasuki). Zec Prevarant općenito je bezbrižan lik koji se ne upušta u ozbiljna nedjela i pojavljuje se u mnogim pričama za djecu; međutim, poput većine prevaranata, sklon je duhovito neprimjerenom ponašanju, osobito proždrljivosti, nemaru i prenapuhanom egu. U folkloru nekih jugoistočnih plemena Zec je bio taj koji je ukrao vatru i donio je ljudima.
Domorodački nazivi: Jistu, Jisdu, Tsisdu, Chisdu, Tsistu; Cokfi, Chokfi, Chukfi; Cufe, Chufi; Tcetkana, Chetkana.